# Agavaceae
La famiglia delle Agavaceae (Dumort., 1829) è un raggruppamento che il sistema Cronquist assegnava all'ordine Liliales.
La classificazione APG II assegnava le Agavaceae all'ordine Asparagales.
La classificazione APG IV non riconosce questa famiglia e assegna i generi ad essa attribuite alle Asparagaceae (sottofamiglia Agavoideae).

## Descrizione
Piante perenni con sviluppo erbaceo che presentano fusti brevi o addirittura assenti, non mancano specie arborescenti o arboree (es. Dracaena draco).

Le foglie sono carnose e spesse, organizzate in rosette, possono presentare delle spine. I fiori sono portati in infiorescenze, il cui asse può raggiungere diversi metri. Il frutto è una capsula o una bacca.

## Tassonomia
I generi attribuirti in passato a questo raggruppamento erano:
- Agave
- Anemarrhena
- Anthericum
- Behnia
- Beschorneria
- Beaucarnea
- Bravoa
- Camassia
- Chlorogalum
- Chlorophytum
- Clistoyucca
- Dracaena
- Furcraea
- Herrería
- Hesperaloë
- Hesperocallis
- Hosta
- Littaea
- Manfreda
- Polianthes
- Prochnyanthes
- Pseudobravoa
- Samuela
- Sansevieria
- Yucca